# Aerotécnica

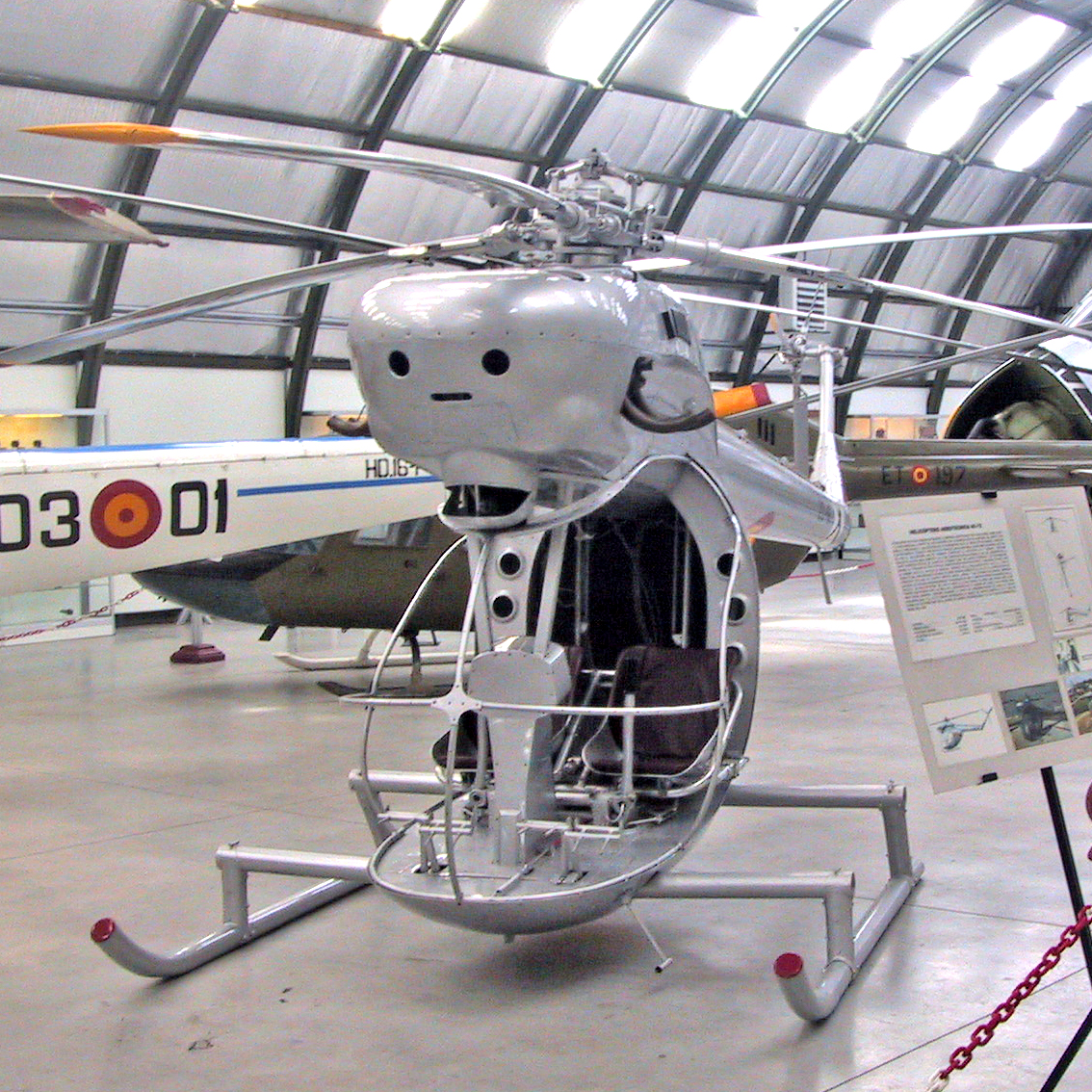
Helicóptero Aerotécnica AC-12 apodado Pepo.

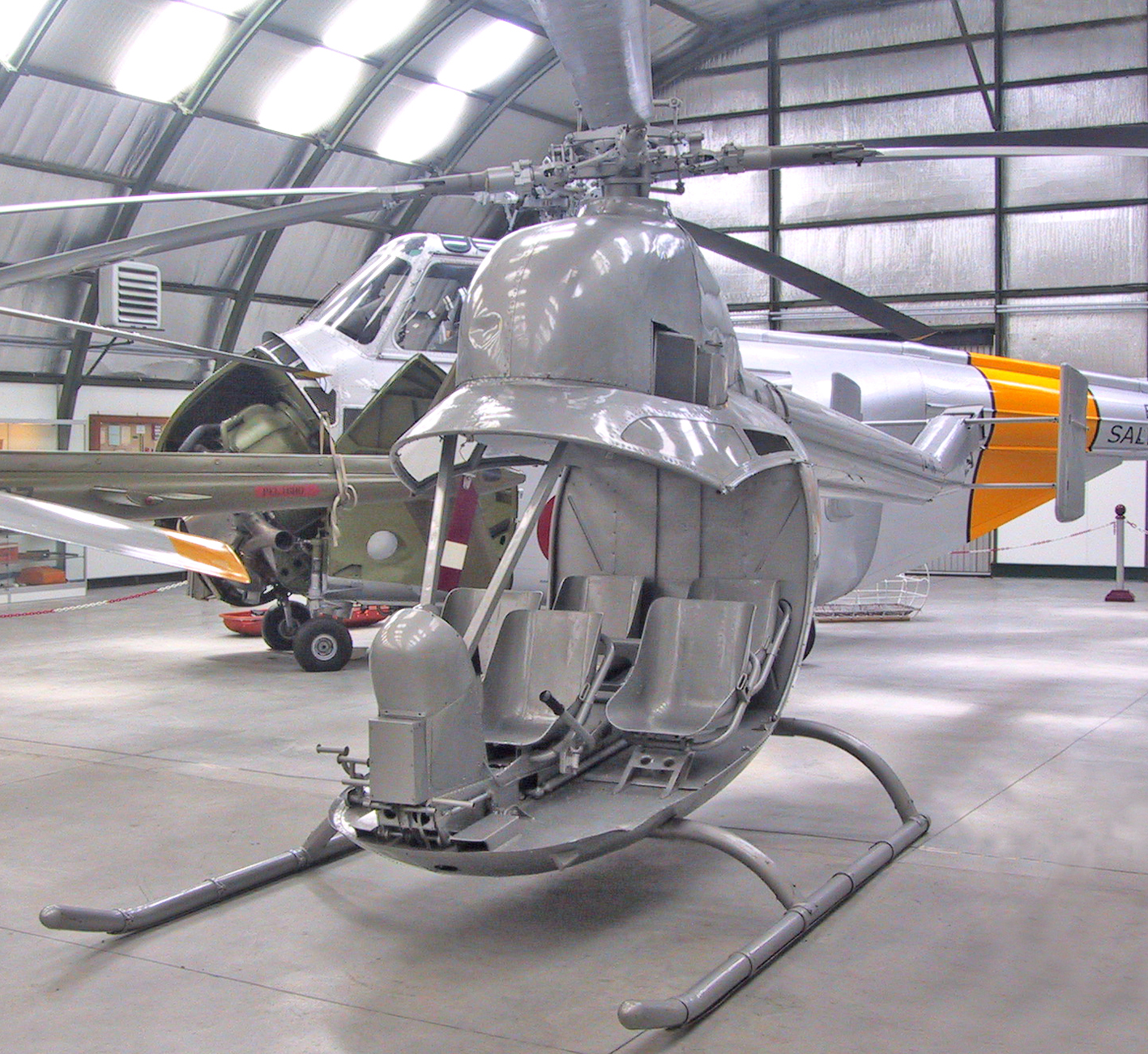
Helicóptero Aerotécnica AC-14.

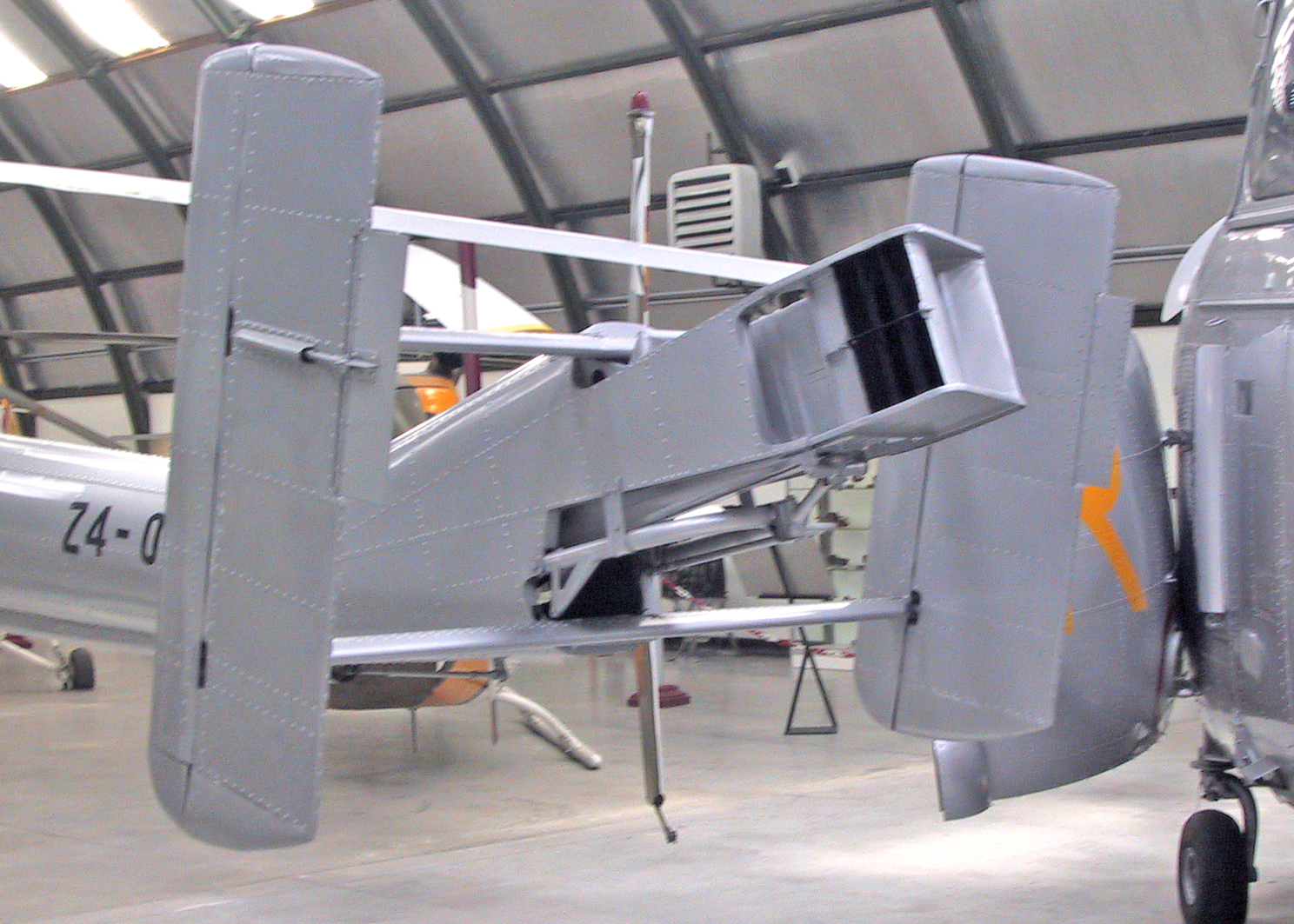
Detalle del sistema deflector de los gases de la combustión del motor del AC-14, que sustituía al rotor de cola, y es similar al actual sistema NOTAR.

Aerotécnica S.A. fue una compañía constructora de aeronaves española establecida en Cuatro Vientos (Madrid) en el año 1954 por Juan Lerma, Jaime Illera y Ultano Kindelán, (hijo del General Alfredo Kindelán), para desarrollar los diseños de helicópteros del ingeniero francés Jean Cantinieau. Después de construir algunos prototipos y un pequeño número de sus modelos AC-12 y AC-14, la empresa cesó su actividad en 1962 por falta de capital. El ejército español, que era el único cliente posible, adquirió unos helicópteros de exceso de existencias ('Surplus') del ejército de los EE. UU., que acababa de concluir una guerra en Asia, y eran más baratos.

## Modelos
Durante sus años de actividad, la compañía Aerotécnica S.A. desarrolló los siguientes modelos:
Aerotécnica AC-11:
Apodado Madrid, fue un prototipo basado en el también prototipo francés Matra-Cantinieau MC.101, desarrollado por la sociedad Matra en 1952.
Aerotécnica AC-12:
Apodado Pepo, fue un helicóptero biplaza que llevaba el motor delante del rotor principal. Realizó su primer vuelo el 20 de julio de 1954, convirtiéndose en el primer helicóptero que se construyó en serie y voló en España.
Aerotécnica AC-13:
Fue un prototipo basado en el también prototipo francés Nord N.1750 Norelfe, desarrollado por la sociedad SNCAN en 1954. Su principal novedad fue la sustitución del rotor de cola por un sistema deflector de los gases de la combustión del motor, similar al actual sistema NOTAR.
Aerotécnica AC-14:
Helicóptero de 5 plazas que realizó su primer vuelo el 16 de julio de 1957. Al haberse basado en el prototipo AC-13, contaba con el sistema deflector de los gases de la combustión del motor en lugar de rotor de cola.
Aerotécnica AC-15:
Proyecto basado en el AC-14 con distinta motorización.
Aerotécnica AC-21:
Proyecto de helicóptero para 12-14 pasajeros basado en el AC-14.